# Achryson uniforme
Achryson uniforme es una especie de escarabajo longicornio de la subfamilia Cerambycinae, tribu Achrysonini. Fue descrita científicamente por Martins & Monné en 1975.
Se distribuye por Bolivia y Paraguay. Mide aproximadamente 9,1-13,3 milímetros de longitud. El período de vuelo de esta especie ocurre en los meses de febrero, octubre y noviembre.